# Y.Bird from Jellyfish Island
Singles
1. The Beginning of Love
Sortie : 14 juin 2012
2. I Can't Live Because of You
Sortie : 4 février 2013
3. Girls, Why?
Sortie : 11 octobre 2013
4. Blossom Tears
Sortie : 5 août 2014

Y.BIRD from Jellyfish Island est une série d'albums single sortis périodiquement, créés par le PDG de Jellyfish Entertainment Hwang Se-jun dans le but de montrer les différentes facettes de ses artistes au grand public. Les artistes de Jellyfish Entertainment qui ont participé au projet sont Lee Seok Hoon, Seo In-guk, VIXX et Leo de VIXX.

## Singles

### Y.Bird from Jellyfish Island with Lee Seok Hoon
Y.Bird from Jellyfish Island with Lee Seok Hoon a été fait par le chanteur sud-coréen Lee Seok Hoon. Il est sorti le 14 juin 2012 sous Jellyfish Entertainment et est le premier album single du projet Y.Bird from Jellyfish Island.

### Y.BIRD from Jellyfish Island With Seo In Guk
"Y.BIRD from Jellyfish Island With Seo In Guk" est le huitième single digital du chanteur sud-coréen Seo In-guk. Le single est sorti le 4 février 2013, et contient le morceau "I Can't Live Because of You" en featuring avec Verbal Jint. "I Can't Live Because of You" a été dans le sommet de plusieurs classements en ligne dès sa sortie tels que Bugs, Cyworld et Soribada.
Le 30 janvier 2012, une photo de Seo dans un studio d'enregistrement tourne sur Internet pique la curiosité des fans. Il a été déclaré qu'il sortirait en effet un nouveau morceau prochainement. Le 4 février, le single sort à l'état digital.
Le teaser pour le vidéoclip a été mis en ligne sur la chaîne YouTube officielle de Jellyfish Entertainment. Le vidéoclip entier est sorti le même jour que le single,.

### Y.BIRD from Jellyfish Island with VIXX & OKDAL
Y.BIRD from Jellyfish Island with VIXX & OKDAL est un album single collaboratif spécial entre le boys band sud-coréen VIXX et le duo d'indie pop OKDAL. Il est sorti le 11 octobre 2013 sous Jellyfish Entertainment. La chanson principale est "Girls, Why?".
Le 2 octobre, une sortie de presse du promoteur de VIXX, Lune Communication, a confirmé que VIXX sortiraient un album collaboratif spécial avec le duo féminin d'indie pop OKDAL (Oksang Dalbit) le 11.
Le vidéoclip est sorti sur la chaîne YouTube officielle de VIXX le 10 octobre, la veille de la sortie de l'album.
L'album single spécial contient deux chansons et une version instrumentale, Kim Yoon-ju et Park Sae-jin d'OKDAL ont été les principales productrices pour l'album. La chanson titre "Girls, Why" (hangeul: 여자는 왜) a été écrite par Kim Yoon-ju, sauf le rap qui est de la plume de Ravi. Yoon-ju et Sae-jin ont participé à la composition de la deuxième chanson, "I'm a Boy, You're a Girl". Ravi a accompagné les membres d'OKDAL dans le processus d'écriture.
VIXX et OKDAL ont fait la promotion de l'album spécial avec des performances live au You Hee-yeol's Sketchbook de KBS2, diffusé le 12 octobre, et au Y.BIRD from Jellyfish Island Showcase le 13 octobre.

### Y.BIRD from Jellyfish with LYn X Leo
Y.BIRD from Jellyfish with LYn X Leo est un album single collaboratif spécial de Leo de VIXX et LYn. Il est sorti le 5 août 2014 sous Jellyfish Entertainment. Il contient la chanson titre "Blossom Tears" (hangeul: 꽃잎놀이). Il est le quatrième single du projet,. Dans le vidéoclip, Leo joue un psychopathe qui tue les femmes qu'il a aimé pour pouvoir les garder. C'est l'histoire d'amour fatale déchirante d'une femme qui attend son amour unique, un homme avec un destin tragique.

## Liste des pistes
| 1. | The Beginning of Love         |  |  | 3:28 |
| 2. | The Beginning of Love (Inst.) |  |  | 3:24 |

| 1. | I Can't Live Because of You (ft. Verbal Jint) | Min Yeon-jae, Verbal Jint | Hwang Sejun, Kim Do-hoon | Kim Do-hoon | 3:36 |
| 2. | I Can't Live Because of You (Inst.)           |                           | Hwang Sejun, Kim Do-hoon | Kim Do-hoon | 3:36 |

| 1. | Girls, Why? (여자는 왜; Yeojaneun Wae) | Kim Yoon-ju, Ravi               | Kim Yoon-ju               | 03:33 |
| 2. | I'm a Boy, You're a Girl               | Ravi, Kim Yoon-ju, Park Sae-jin | Kim Yoon-ju, Park Sae-jin | 03:00 |
| 3. | Girls, Why? (Inst.)                    |                                 | Kim Yoon-ju               | 03:33 |

| 1. | Blossom Tears (꽃잎놀이; Kkoch-ipnol-i) (Traduction: "Petal Play") | LYn | LYn | 3:38 |
| 2. | Blossom Tears (Inst.)                                              |     | LYn | 3:38 |

## Historique de sortie
| Single                                          | Région                | Format         | Date            | Label                   |
| ----------------------------------------------- | --------------------- | -------------- | --------------- | ----------------------- |
| Y.Bird from Jellyfish Island with Lee Seok Hoon | Corée du Sud, Mondial | Téléchargement | 14 juin 2012    | Jellyfish Entertainment |
| Y.BIRD from Jellyfish Island With Seo In Guk    | Corée du Sud, Mondial | Téléchargement | 4 février 2013  | Jellyfish Entertainment |
| Y.BIRD from Jellyfish Island With VIXX & OKDAL  | Corée du Sud, Mondial | Téléchargement | 11 octobre 2013 | Jellyfish Entertainment |
| Y.BIRD from Jellyfish with LYn X Leo            | Corée du Sud, Mondial | Téléchargement | 5 août 2014     | Jellyfish Entertainment |

## Performance dans les classements
| Année | Titre                         | Meilleure position | Album                                           |
| Année | Titre                         | COR Gaon           | Album                                           |
| ----- | ----------------------------- | ------------------ | ----------------------------------------------- |
| 2012  | "The Beginning of Love"       | 32                 | Y.Bird from Jellyfish Island with Lee Seok Hoon |
| 2013  | "I Can't Live Because of You" | 4                  | Y.BIRD from Jellyfish Island With Seo In Guk    |
| 2013  | "Girls, Why?"                 | 57                 | Y.BIRD from Jellyfish Island With VIXX & OKDAL  |
| 2014  | "Blossom Tears"               | 11                 | Y.BIRD from Jellyfish with LYn X Leo            |